# Hellmuth Prieß
Pour les articles homonymes, voir Prieß et Priess.
Hellmuth Prieß (6 mars 1896 à Hildesheim - 21 octobre 1944 à Hasenrode (de)) est un General der Infanterie allemand qui a servi au sein de la Heer dans la Wehrmacht pendant la Seconde Guerre mondiale.
Il a été récipiendaire de la Croix de chevalier de la Croix de fer. Cette décoration est attribuée pour récompenser un acte d'une extrême bravoure sur le champ de bataille ou un commandement militaire avec succès.

## Biographie
Au début de la Première Guerre mondiale, le 10 août 1914, Hellmuth Prieß s'engage comme volontaire dans le 32e régiment d'infanterie à Meiningen en tant qu'officier stagiaire avec le grade de porte-drapeau. En tant que tel, il est promu lieutenant le 2 juin 1915 (brevet du 10 août 1914) dans son régiment d'infanterie natal, le 79e régiment d'infanterie (de), où il reste jusqu'à la fin de la guerre
Hellmuth Prieß est tué le 21 octobre 1944 à Hasenrode (de), arrondissement de Gumbinnen en province de Prusse-Orientale.

## Décorations
- Croix de fer (1914)
  - 2e Classe
  - 1re Classe
- Croix d'honneur
- Agrafe de la Croix de fer (1939)
  - 2e Classe (25 juin 1940)
  - 1re Classe (19 juillet 1942)
- Insigne de combat d'infanterie en Argent (9 novembre 1942)
- Croix du mérite de guerre avec glaives
  - 1re Classe (20 avril 1942)
- Croix allemande en Or (12 novembre 1942)
- Croix de chevalier de la Croix de fer
  - Croix de chevalier le 7 mars 1944 en tant que Generalleutnant et commandant de la 121. Infanterie-Division[1]